# Protonemura albanica
Protonemura albanica är en bäcksländeart som beskrevs av Raušer 1963. Protonemura albanica ingår i släktet Protonemura och familjen kryssbäcksländor. Inga underarter finns listade i Catalogue of Life.